# 소 요시나리
소 요시나리(일본어: 宗義成, 1604년 음력 1월 15일 ~ 1657년 음력 10월 26일)는 쓰시마 후추번의 제2대 번주이다.

## 생애
게이초 9년(1604년) 1월 15일 초대 번주 소 요시토시(宗義智)의 장남으로 출생했다. 게이초 20년(1615)에 아버지가 사망하자 상경하여 오고쇼 도쿠가와 이에야스, 에도 제2대 쇼군 도쿠가와 히데타다에게 알현하고 가독상속을 허락받아 제2대 번주가 되었다. 같은 해 4월부터 시작된 오사카 전투에 도쿠가와 군으로 참전하고 단바방면의 수비를 담당했다.
겐나 3년(1617년) 3월, 종4위하(従四位下)에 서위(叙位)되었다. 그 후, 검지(検地, 토지 조사)를 하고 보다이지(菩提寺)인 반쇼인(万松院)을 창건했다. 조선 통신사의 대우 간소화에 의한 재정절감을 하고, 은광개발 등을 적극적으로 행하고 번의 정책의 기초 굳히기에 전념했다. 그런데 간에이(寛永) 12년(1635년), 부친이 조선과 기유약조(己酉約条)를 맺었을 때 국서를 위조한 사실 등이 막부에 폭로되어 소(宗) 씨는 개역(改易)의 위기에 처했다. 그러나 제3대 쇼군 도쿠가와 이에미쓰(徳川家光)는 조선과의 통로역으로서 소 씨를 이용하는 것이 상책이라고 생각하고 결단에 의해 가로인 야나가와 시게오키(柳川調興)등이 처벌되는데 그쳐 소 씨는 개역을 면한 것이다(柳川一件-야나가와 잇켄).
조선 인조 23년(1645년) 6월 조선에서 표류해 온 사람들을 조선의 동래부로 송환하였다. 동래부사 이원진은 이때 회답하는 서계에서 감사하는 뜻을 전하면서 향후 오가는 국서의 자항(字行)의 높낮이도 어긋남이 없도록 해달라고 청하였다고 전하고 있다.
메이레키(明暦) 3년(1657년) 10월 26일에 에도에서 향년 54세로 사망했다. 가독은 장남 요시자네(義真)가 이었다.

## 같이 보기
- 야나가와 잇켄

| 전임 소 요시토시 | 제2대 쓰시마 후추번 번주 (소가) 1615년 ~ 1657년 | 후임 소 요시자네 |